# Krzyżowa Góra (Gdynia)
Krzyżowa Góra – góra o wysokości 188,3 m n.p.m. położona na terenie Gdyni, w dzielnicy Chwarzno-Wiczlino. Jest to morenowe wzniesienie położone w obrębie Pojezierza Kaszubskiego, w mikroregionie Moreny Chwaszczyńskiej. Znajduje się na terenie Trójmiejskiego Parku Krajobrazowego.
Na szczyt góry prowadzi Szlak Zagórskiej Strugi, oznaczony kolorem czarnym, będący częścią Międzynarodowego szlaku pieszego E9.